# Jang Hye-ock
Jang Hye-ock, född 9 februari 1977, är en sydkoreansk idrottare som tog silver i badminton tillsammans med Gil Young-ah vid olympiska sommarspelen 1996 i Atlanta.